# L'Obscurité
L'Obscurité est un récit du poète suisse Philippe Jaccottet, publié en 1961 aux Éditions Gallimard dans la collection Blanche. Se distinguant des autres textes en prose de l'écrivain par sa longueur et son statut particulier puisqu'unique, l'Obscurité est l'expression d'un « moment de crise intérieure » chez le poète, une réflexion sur le nihilisme contemporain et sur les moyens de l'endiguer. Ce « récit d'âmes » ou, pour reprendre les termes de Louis-René des Forêts, ce « roman ontologique » est divisé en deux parties numérotées quasiment égales. La première est dominée par les sinistres retrouvailles, après des années de séparation, du narrateur et du « maître », et par le long monologue qui s'ensuit. Dans la seconde, le narrateur, bouleversé par cette crise, essaie d'en chercher les causes, et, surtout, se met en quête d'une solution, d'une aide, qui permettrait de lutter contre les terribles conclusions du « maître », illustrées par la sentence : « Rien n'est vrai, rien n'est hormis le mal de le savoir ».

### Études critiques
- Patrick Née, Philippe Jaccottet, à la lumière d'ici, Paris, Hermann, coll. « Savoirs lettres », 417 p. (ISBN 978-2-7056-6762-7), surtout, dans la Deuxième partie (Faire la lumière), le chapitre I (Faire la lumière), p. 285-330.
- Jean-Claude Mathieu, Philippe Jaccottet, l'évidence du simple et l'éclat de l'obscur, José Corti, 2003, 547 p. (ISBN 978-2-7143-0826-9), aux pages 65–74, entre autres.